# Homoneura assidua
Homoneura assidua är en tvåvingeart som beskrevs av Shatalkin 1993. Homoneura assidua ingår i släktet Homoneura och familjen lövflugor. Inga underarter finns listade i Catalogue of Life.